# Magna Birgitta Durell
Magna Birgitta Durell, född 1653, död 1709, var en svensk företagare. Hon var ägare av Laholms förläggarverksamhet 1683–1709. 
Hon var dotter till Magnus och l Birgitta Durell, gift med Erik Johan Meck och övertog Laholms förläggarverksamhet av sin mor 1683. Hon överlät verksamheten på sin svärdotter Clara Sabina Lilliehöök.